# Сагатовский, Иван Лукич
Иван Лукич Сагатовский (настоящее имя Иван Мавренко-Коток; 12 марта 1882, Киев, Российская империя — 13 декабря 1951, Стрый, Львовская область, СССР) — украинский советский актёр, режиссёр и театральный деятель. Играл в театрах Херсона, Киева, Одессы, Днепропетровска, Стрыя и др. — преимущественно на характерных ролях в бытовом репертуаре.

## Биография
Родился 12 марта 1882 года в Киеве. В 1898 году в роли старого Сирка в спектакле «За двумя зайцами», поставленном самим автором М.Старицким, «начал карьеру юный Иван Сагатовский с фунтом грима на лице». С 1898 года — на сцене русского театра Соловцова в Киеве. Впоследствии играл в труппах Марка Кропивницкого (1900—1902), Михаила Старицкого и др.
В 1902—1919 гг. возглавлял собственную труппу работающую в Украине, Беларуси, Центральной части России, на Урале.
В Херсоне был руководителем Государственного украинского национального театра. Играл управляющего конторы в фильме «Приключения Полтынника» (1928). В ноябре 1918 года взял на работу в театр Оксану Петрусенко.
Сам Сагатовский был как антрепренёром, так режиссёром и актёром этой труппы. Репертуар составляли: украинские классические произведения, а также переведены на украинский язык: «Юбилей» А. Чехова, «Вильгельм Телль» Фридриха Шиллера (1906), «Ревизор» Николая Гоголя, «Нора» Генрика Ибсена (1909).
На базе труппы в 1919 году основан Украинский драматический театр под руководством И.Сагатовского в Херсоне.